# Livške Ravne
Livške Ravne so naselje v Občini Kobarid.